# Sulzfeld am Main
Sulzfeld am Main település Németországban, azon belül Bajorországban. Lakosainak száma 1242 fő (2023. december 31.). Sulzfeld am Main Kitzingen, Marktsteft, Segnitz, Frickenhausen am Main és Ochsenfurt községekkel határos.

## Népesség
A település népessége az elmúlt években az alábbi módon változott:
| Lakosok száma | 953  | 1185 | 1014 | 1240 | 1320 | 1336 | 1300 | 1283 | 1249 | 1242 |
|               | 1875 | 1950 | 1975 | 1987 | 2012 | 2014 | 2016 | 2017 | 2021 | 2023 |